# Mérox

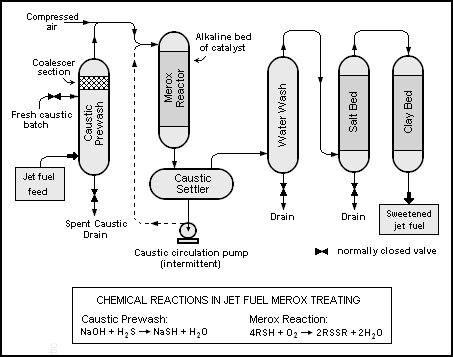
Schéma du procédé de traitement

Le mérox est un procédé de raffinage du pétrole permettant de rendre inactif le soufre et les produits sulfurés contenus dans les coupes pétrolières. En effet, le soufre et ses dérivés sont très corrosifs et très toxiques. Ils corrodent tous les métaux, donc tous les circuits d'alimentation d'un moteur à combustion interne ou d'un moteur à réaction.
Ce procédé n'est utilisé que pour des produits pétroliers contenant de faibles quantités de soufre (soufre mercaptan). Pour éliminer celui-ci, on le transforme en disulfure. Ce dernier reste néanmoins dans la coupe pétrolière. Il existe un procédé Mérox extractif qui élimine ce disulfure.
C'est un procédé utilisé généralement pour la coupe kérosène servant à la fabrication du Jet Fuel (Jet A1).